# Eckardt Alms
Eckardt Alms (* 30. Oktober 1954 in Rostock) ist ein ehemaliger deutscher Fußballspieler. Für den F.C. Hansa Rostock spielte er kurzzeitig in der DDR-Oberliga, der höchsten Spielklasse des DDR-Fußballverbandes. Er ist 25-facher DDR-Junioren-Nationalspieler.

## Sportliche Laufbahn
Eckhard Alms begann seine Fußballkarriere 1965 bei der SG Cammin mit Vater Rudolf als erstem Übungsleiter. Über die BSG Rotes Banner Trinwillershagen kam er 1969 zum F.C. Hansa Rostock, bei dem er bis 1973 in der Juniorenmannschaft spielte. In der Saison 1972/73 gewann der Verteidiger mit der Juniorenoberligamannschaft der Hanseaten den DDR-Meistertitel. Kurz darauf holten die Hansa-Junioren, bei denen U-18-Auswahlspieler Alms aufgrund im mit 1:0 gegen den 1. FC Magdeburg gewonnenen Finale wegen einer Verletzung pausieren musste, auch den Junge-Welt-Pokal.
Im Hansa-Nachwuchs wurde Alms für die DDR-Juniorennationalmannschaft entdeckt, für die er am 28. Juli 1971 in der Begegnung DDR gegen Finnland (2:0) als Einwechselspieler sein erstes Länderspiel bestritt. 1972 gehörte er als linker Verteidiger zur Stammelf der Juniorenauswahl, mit der er bis zum Folgejahr insgesamt 25 Länderspiele bestritt. Beim UEFA-Juniorenturnier 1973 gewann er mit den DDR-Junioren in Italien die Silbermedaille.
In der Saison 1973/74 wurde Alms in die Männermannschaft des F.C. Hansa Rostock II aufgenommen, die in der zweitklassigen DDR-Liga spielte. Dort wurde er bis zum Saisonende 1974/75 in 22 Punktspielen hauptsächlich als Mittelfeldspieler eingesetzt. Da die erste Mannschaft im Sommer 1975 aus der Oberliga abstieg, spielte Alms mit Hansa II zunächst in der drittklassigen Bezirksliga Rostock. Am 23. November 1975 setzte ihn Trainer Helmut Hergesell im Punktspiel F.C. Hansa – KKW Greifswald (3:2) zum ersten Mal in der 1. Mannschaft ein, für die er in dieser Spielzeit noch weitere neun DDR-Ligaspiele bestritt. In den meisten Spielen wurde er als Außenverteidiger aufgeboten. Hansa Rostock schaffte die sofortige Rückkehr in die Oberliga, gleichzeitig wurde die bisherige 2. Mannschaft zur Nachwuchsmannschaft, die in der neuen Nachwuchsoberliga spielte. Zunächst bekam Alms aber in der Saison 1976/77 die Chance, sich in der Oberliga zu bewehren. Bis zum 8. Spieltag saß er auf der Ersatzbank der Oberligamannschaft und wurde sowohl am 4. wie am 8. Spieltag in der Schlussviertelstunde für den Mittelfeldspieler Michael Mischinger eingewechselt. Danach spielte er nur noch zwölfmal in der Nachwuchsoberliga. Neben seinen zwei DDR-Oberliga-Einsätzen wurde Alms in der 1. Mannschaft des F.C. Hansa noch in drei Pokalspielen aufgeboten.
Zur Saison 1976/77 kehrte Alms zur BSG Rotes Banner Trinwillershagen, die gerade in die DDR-Liga aufgestiegen war, zurück. In der ersten Spielzeit konnte er mithelfen, den Klassenerhalt zu sichern, ein Jahr später stieg Alms, der in Trinwillershagen im Mittelfeld gespielt hatte, mit seiner Mannschaft in die Bezirksliga ab. Eckardt Alms kehrte nicht mehr in den höherklassigen Fußball zurück, während sein Bruder Gernot Alms bereits eine weitaus erfolgreichere Fußballkarriere beim F.C. Hansa begonnen hatte.